# Cyrtosia subnitens
Cyrtosia subnitens är en tvåvingeart som beskrevs av Zaitzev 1972. Cyrtosia subnitens ingår i släktet Cyrtosia och familjen svävflugor.
Artens utbredningsområde är Mongoliet. Inga underarter finns listade i Catalogue of Life.